# Okroshka
Okróshka (tiếng Nga: окрошка) là một món súp lạnh có nguồn gốc từ Nga cũng được tìm thấy ở Ukraina. Tên gọi này có lẽ bắt nguồn từ "kroshit '" (крошить), có nghĩa là vỡ vụn thành từng mảnh nhỏ.
Súp cổ điển là một hỗn hợp của chủ yếu là rau sống (như dưa chuột và hành lá), khoai tây luộc, trứng, và thịt nấu chín như thịt bò, thịt bê, xúc xích, giăm bông với kvass, món gọi là thức uống bánh mì, là một nhẹ bánh mì lúa mạch đen hoặc bánh mì đen đã lên men. Okroshka thường được trang trí bằng kem chua. Phiên bản sau này đã xuất hiện trong thời Xô Viết sử dụng kefir hoặc pha loãng, giấm, nước khoáng, hoặc thậm chí bia pha loãng thay vì kvass.
Các thành phần nguyên liệu được cắt nhỏ và sau đó trộn với kvass ngay trước khi ăn, tỷ lệ thức ăn xắt nhỏ với kvass là tương tự như ngũ cốc với sữa. Điều này cho phép các loại rau để giữ lại kết cấu của chúng. Vì lý do đó, mặc dù các thành phần là tương tự như những người trong món sa lát Nga, hương vị của okroshka là khá khác nhau so với món salad. 
Okroshka chủ yếu ăn trong mùa hè bởi vì các món canh kết hợp hương vị làm mới của kvass và nhẹ nhàng của salad. Có thể được thêm muối và đường theo khẩu vị. Okroshka luôn luôn được phục vụ lạnh. Đôi khi khối đá được thêm vào phần ăn để giữ lạnh súp trong thời tiết nóng.